# Osvaldo Ribó
Osvaldo Ribó (Andrés Bartolomé Osuna; * 30. November 1927 in Victoria; † 19. April 2015 in Mar del Plata) war ein argentinischer Tangosänger.

## Leben
Ribó wuchs in Rosario auf, wo er Solosänger in einem Schulchor wurde. Er hatte den ersten Auftritt im Radio mit einer Gitarrengruppe und wurde Mitglied in einem von Lincoln Garrot geleiteten Cabaretorchester, dem auch der Geiger Nito Farace angehörte. 1943 kam er nach Buenos Aires. Dort nahm er am Wettbewerb Voces nuevas surgidas del deporte teil, bei dem er sich gegen Konkurrenten wie Roberto Carlés, Oscar Larroca und Carlos Vidal durchsetzen konnte und den Ersten Preis gewann.
1944 trat er unter dem Pseudonym Julio Lucero mit dem Orchester Alfredo Gobbis im Cabaret Sans Souci auf. Daneben sang er in anderen Cabarets mit Begleitung der Gruppe Antonio Arcieris. Im Hurlingham trat er mit dem von dem Bandoneonisten Armando Dalepidote geleiteten Dalepi Sextet auf. Darauf wurde er als Nachfolger von Enrique Campos Sänger im Orchester von Ricardo Tanturi. Mit diesem nahm er 1946 14 Titel auf, darunter den Walzer Amores de estudiante im Duo mit Roberto Videla und seinen größten Hit, den Tango Papel picado von Cátulo Castillo und José González Castillo.
1954 schloss er sich dem Orchester von Lorenzo Barbero an, mit dem er zwei Titel aufnahm (Noche de locura und No quiero verte llorar). 1960 arbeitete er mit dem Bandoneonisten Ángel Domínguez zusammen und nahm mit dem Orchester Héctor Gondres den Tango Aquel nocturno auf. Später wechselte er zu Mariano Mores. 1978 nahm er vier Titel mit Roberto Grelas Gitarrengruppe auf, 1987 acht weitere mit dem Orchester von Ricardo Martínez. Seine letzten Aufnahmen entstanden 1999 mit einer von Hugo Rivas geleiteten Gitarrengruppe. Ribós Tochter Olivia Hussey wurde als Schauspielerin bekannt.